# Márton Sík
Márton Sík, född den 28 januari 1984 i Szeged, Ungern, är en ungersk kanotist.
Han tog bland annat VM-silver i K-4 500 meter i samband med sprintvärldsmästerskapen i kanotsport 2006 i Szeged.